# جروم هندرسون
جروم هندرسون (انگلیسی: Jerome Henderson؛ زادهٔ ۱۹۳۶) بازیکن بسکتبال اهل سنگاپور بود. وی در بازی‌های المپیک تابستانی ۱۹۵۶ شرکت کرده‌است.